# Rebecca Schäperklaus
Rebecca Schäperklaus (* 2. Juli 1992 in Datteln) ist eine deutsche Volleyballspielerin.

## Karriere
Schäperklaus begann ihre sportliche Karriere beim damaligen Zweitligisten SuS Olfen, bei dem bereits ihre Schwester spielte. In der E-Jugend ging sie zu SC Union 08 Lüdinghausen. 2006 wechselte sie zum USC Münster, wo sie im Sportinternat des Bundesligisten ausgebildet wurde. 2008 und 2009 wurde sie deutsche Vizemeisterin der Jugend. Mit der Junioren-Nationalmannschaft nahm die Mittelblockerin, die auch auf der Diagonalposition zum Einsatz kommt, an der Weltmeisterschaft 2009 sowie den Europameisterschaften 2009 und 2010 teil. 2011 wurde Schäperklaus vom Bundesligisten Envacom Volleys Sinsheim verpflichtet. Nach dem Sinsheimer Abstieg in die 2. Bundesliga und der Insolvenzanmeldung wechselte Schäperklaus 2012 zum 1. VC Wiesbaden. 
Zum 31. Oktober 2016 löste Schäperklaus ihren Vertrag in Wiesbaden vorzeitig auf, da sie aufgrund einer Krankheit die komplette Saisonvorbereitung verpasste. Zudem gab sie persönliche Gründe für den Weggang an. Seit 2017 spielt Schäperklaus für den Zweitligisten Bayer Leverkusen.